# Trilirata
Genre
Trilirata est un genre de mollusques gastéropodes marins de la famille des Zerotulidae. L'espèce-type est Trilirata macmurdensis.

## Liste d'espèces
Selon World Register of Marine Species (22 février 2021) :
- Trilirata herosae Warén & Hain, 1996
- Trilirata macmurdensis (Hedley, 1911)
- Trilirata sexcarinata Warén & Hain, 1996
- Trilirata triregis Warén & Hain, 1996